# Sammo Hung

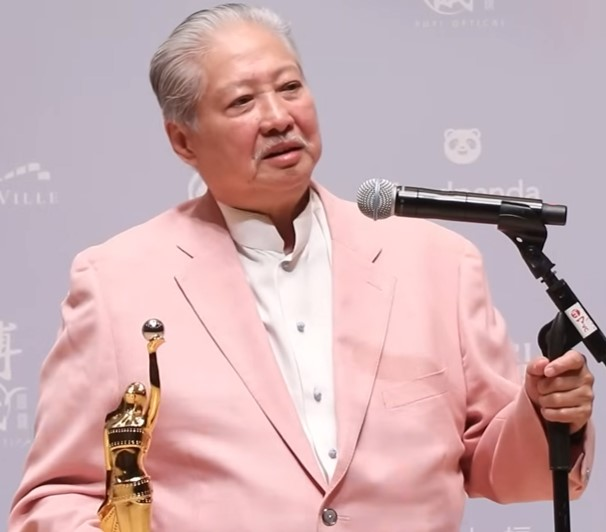
Sammo Hung, 2024

Sammo Hung (chinesisch 洪金寶 / 洪金宝, Pinyin Hóng Jīnbǎo, Jyutping Hung4 Gam1bou2, kantonesisch Hung Kam-bo, * 7. Januar 1952 in Hongkong, Spitzname Sammo 三毛,  Sānmáo, Jyutping Saam1mou4, kantonesisch Sammo – „Dreihaar“) ist ein chinesischer Schauspieler und Regisseur für Kung-Fu- bzw. Martial-Arts-Filme.

## Leben und Leistungen
Hung choreografierte Kämpfe für Bruce Lee, King Hu, Jackie Chan und John Woo. In vielen dieser Filme spielte er selbst in zumeist kleineren Rollen mit. Er mimt in der Regel einen fetten, vorgeblich einfältigen Mann, der seine Gegner dann durch überragende Geschwindigkeit, Beweglichkeit und Kampftechnik überrascht.
Bereits mit sieben Jahren kam Hung zur „Master Yu Jim-yuen Opera Academy“. Eine traditionelle Lehre der chinesischen Oper, wo man als junger Schüler bei der Familie bzw. Operntruppe des Meisters („Shifu“) mehrere Jahre lebt, arbeitet und sich täglich in der chinesischen Kampfkunst, Gesang und Schauspiel übt. Der „Shifu“, also Meister, war sowohl für die strenge fachliche Ausbildung als auch für die menschliche Erziehung zuständig. Diese frühe Form der traditionellen Ausbildung der Schauspielerei in der chinesischen Oper ohne zusätzliche schulische Bildung existiert heute nicht mehr. Heute ist es vergleichbar mit einem Internat der Chinesischen Oper mit parallel schulischer Bildung. Anfangs war Meister Yu Jim-Yuen skeptisch, was die Leistungsfähigkeit des neuen Bewerbers anging, denn Hung war schon damals ein leidenschaftlicher Esser und entsprechend füllig. Beeindruckt von Hungs akrobatischen Fähigkeiten und seinem festen Willen, akzeptierte „Meister Yuen“ ihn schließlich doch als Schüler. Hung hieß hier als Schüler „Yuen Lung“ (元龍), denn alle Schüler bekamen vom Meister einen Schauspielernamen (vgl. Pseudonym, Künstlername), der ein Bezug zum Namen des Meisters hat, um ihm einerseits Respekt zu erweisen, andererseits, um sich als Gruppe zwischen den vielen anderen Lehrlingen einer Operntruppe zu unterscheiden.
Auf der Schule lernte Hung seine späteren Kollegen „Yuen Lau“ (元樓 aka Jackie Chan), „Yuen Biao“ (元彪 aka Ha Ling-chun), „Yuen Wah“ (元華 aka Yung Kai-Chi), „Yuen Kwai“ (元奎 aka Corey Yuen) u. v. a. kennen. Besonders zu Jackie Chan bestand damals jedoch ein eher rivalisierendes Verhältnis, da Sammo der „große Bruder“ war und die jüngeren Mitschüler beaufsichtigen musste.
Außer in seinen Filmen war Hung zwischen 1998 und 2000 auch als Hauptdarsteller in der amerikanischen Fernsehserie „Martial Law – Der Karate-Cop“ zu sehen. Diese wurde jedoch nach nur 44 Folgen eingestellt. Der Sender begründete dies mit den mangelnden Englischkenntnissen Hungs und der Abneigung des amerikanischen Publikums gegenüber synchronisierten Filmen.
Als sogenannter Wushi (武師 – „Kampfkunstexperte der kantonesischen Film und Oper“, kurz vom Longhu wushi 龍虎武師) mit traditionellen Pekingoper-Ausbildung – allgemein auch als chinesischer Martial-Arts-Choreograf und Stunt Coordinator bekannt – gründete Hung in den 1970er-Jahren wie viele seiner Kollegen mit traditioneller Kung-Fu-Ausbildung seine eigene Stuntmen-Truppe, das Sammo Hung Stuntman Association / Stuntmen's Team – 洪家班 – „Hungs Familientruppe“, um ein zweites Standbein in der Hongkonger Filmbranche zu haben (siehe auch Jackie Chan Stuntman Association). 2016 gründete Hung in Schanghai die Filmproduktionsfirma „Sammo Hung Movie Studio“ – 洪金寶電影工作室.

## Filmografie (Auswahl)

### Darsteller
- 1971: Ein Hauch von Zen (Hsia nu)
- 1971: Der gelbe Hammer
- 1971: Im Schatten der tödlichen Peitsche
- 1972: Der kleine Dicke gibt Zunder
- 1973: Der Mann mit der Todeskralle (Enter the Dragon)
- 1974: Stoner: Im Geheimdienst ihrer Majestät
- 1975: All in the Family
- 1975: Die Mutigen
- 1975: Hand of Death (Dragon forever)
- 1975: Der Mann aus Hong Kong
- 1976: Todeskommando Queensway
- 1978: Bruce Lee: Mein letzter Kampf (Game of Death)
- 1978: Der kleine Dicke mit dem Superschlag (Enter the Fat Dragon)
- 1979: Knockabout
- 1979: Der kleine Dicke schlägt wieder zu – (Die Schlitzaugen mit dem Superschlag, The (Incredible) Kung Fu Master)
- 1980: By Hook or by Crook
- 1980: Encounters of the Spooky Kind
- 1981: The Prodigal Son
- 1983: Winners and Sinners
- 1983: Der Superfighter (‘A’ gai waak)
- 1983: Zu Warriors from the Magic Mountain
- 1984: Powerman (Wheels on Meals)
- 1984: Owl vs. Bumbo
- 1985: Tokyo Powerman (My Lucky Stars)
- 1985: Powerman 2 (My Lucky Stars II)
- 1985: Ultra Force II
- 1986: Where´s Officer Tuba?
- 1986: Paper Marriage
- 1986: Powerman 3 (Heart of the Dragon / The First Mission)
- 1986: Shanghai Police – Die wüsteste Truppe der Welt
- 1987: Eastern Condors
- 1987: Action Hunter (Dragons Forever)
- 1988: Leben hinter Masken
- 1989: Pedicab Driver
- 1989: Encounters of the Spooky Kind 2
- 1990: Fatty Dragon and Skinny Tiger
- 1990: The Prisoner
- 1990: She shoots straight
- 1991: Point of no Return
- 1992: Hongkong Powerman
- 1993: The Swordsmaster
- 1993: Painted Skin
- 1995: Don´t give a Damn
- 1996: The Triumph
- 1996: Mr. Nice Guy
- 1998–2000: Martial Law – Der Karate-Cop (Martial Law – Fernsehserie)
- 1999: Allein gegen die Zukunft, Staffel 3 Folge 22, Mach’s noch einmal, Sammo (Crossover-Folge Martial Law – Fernsehserie)
- 2000: Walker, Texas Ranger, Staffel 8 Folge 17, Die Große Explosion (Crossover-Folge Martial Law – Fernsehserie)
- 2001: Die Legende der Schwertkrieger (Zu Warriors)
- 2002: Hidden Enforcers
- 2003: Osaka Wrestling Restaurant
- 2004: In 80 Tagen um die Welt (Around the World in 80 Days)
- 2005: Kill Zone SPL
- 2007: Twins Mission
- 2008: Three Kingdoms – Der Krieg der drei Königreiche
- 2008: Fatal Move
- 2008: Wushu
- 2009: Ip Man 2 (Yè Wèn Ěr: zōng shī chuán qí)
- 2009: Kung Fu Chefs (Gong fu chu shen)
- 2010: 14 Blades (Jin Yi Wei)
- 2010: Ip Man Zero (Yip Man chinchyun)
- 2011: Choy Lee Fut: The Speed of Light
- 2011: Tao Jie – Ein einfaches Leben
- 2012: The Last Tycoon
- 2014: Once upon a Time in Shanghai
- 2015: SPL 2
- 2016: The Bodyguard

### Regie
- 1978: Bruce Lee: Mein letzter Kampf (Action-Regie)
- 1978: Der kleine Dicke mit dem Superschlag
- 1980: Encounters of the Spooky Kind
- 1981: Die Todesfaust des kleinen Drachen (The Prodigal Son)
- 1981: Bruce Lee: Der letzte Kampf der Todeskralle
- 1983: Winners and Sinners
- 1983: Der Superfighter (Project A)
- 1984: Wheels on Meals (Powerman 1)
- 1985: My Lucky Stars (Tokyo Powerman)
- 1985: Twinkle, twinkle, lucky Stars (Powerman 2)
- 1986: Powerman 3
- 1986: Shanghai Police
- 1987: Eastern Condors
- 1987: Dragons forever (Action Hunter)
- 1989: Pedicab Driver
- 1993: The Swordsmaster (Action-Regie)
- 1996: Mr. Nice Guy
- 2016: The Bodyguard

### Produzent
- 1979: Dirty Tiger, Crazy Frog
- 1984: Long Arm of the Law
- 1984: Pom Pom
- 1985: Mr. Vampire
- 1985: Those merry Souls
- 1985: Yes, Madam!
- 1986: Lucky Stars go Places
- 1986: Mr. Vampire 2
- 1987: Mr. Vampire 3
- 1987: Scared Stiff
- 1988: Mr. Vampire 4
- 1988: On the Run (Hong Kong Connection)
- 1989: Encounters of the Spooky Kind II

### Drehbuch
- 1984: Hong Kong 1941

Quelle: Hong Kong Movie Database

## Hong Kong Film Awards
Beste Actionchoreographie

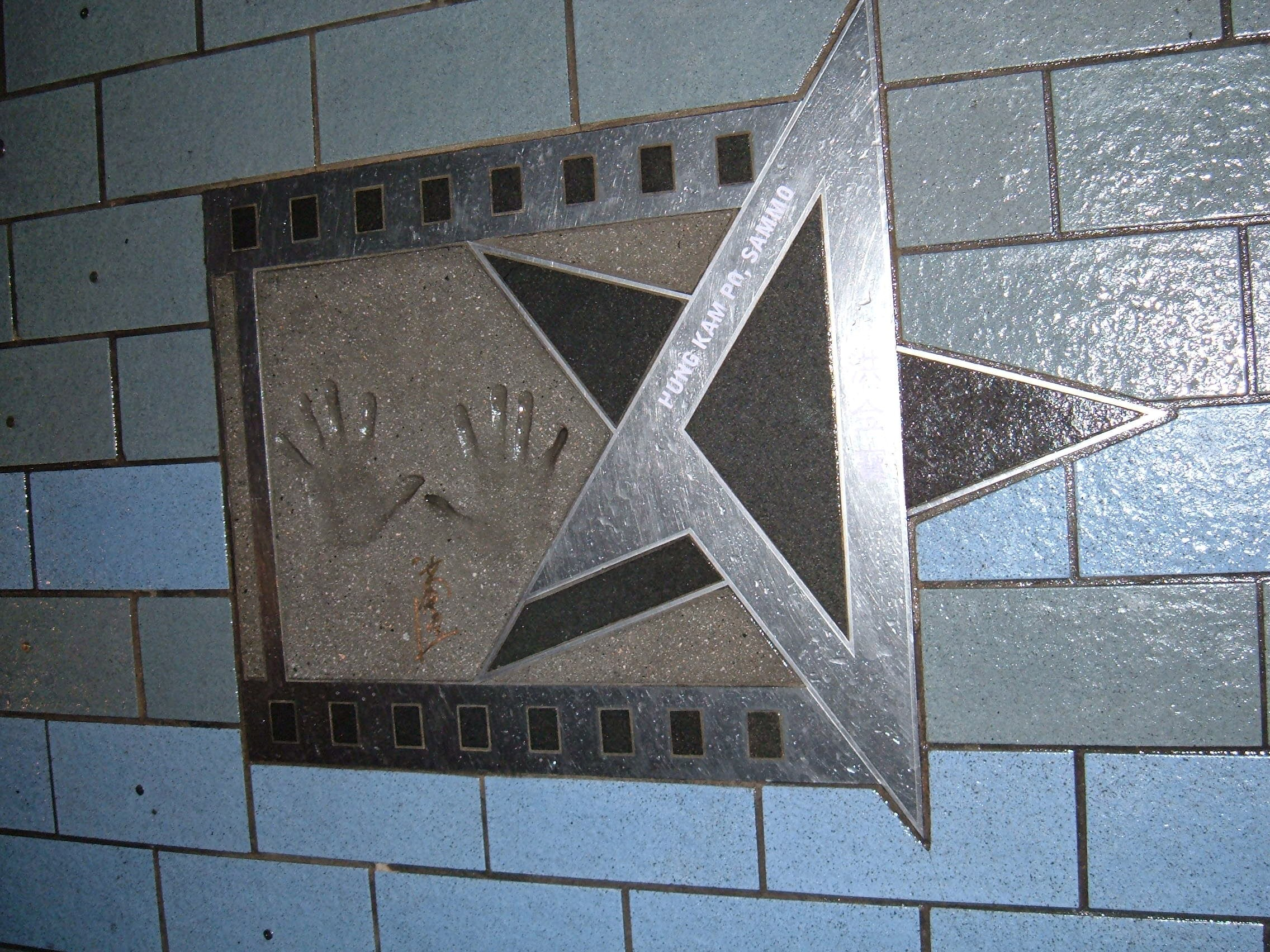
Ehrung auf der AoS, TST 2007Signatur 洪金宝 – HUNG Kam-bo

- 1983: Gewinner: Sammo Hung, Lam Ching-ying, Yuen Biao & Billy Chan Wui-ngai – The Prodigal Son
- 1984: Nominiert: Sammo Hung, Lam Ching-ying, Yuen Biao & Billy Chan Wui-ngai – The Dead and the Deadly
- 1985: Nominiert: Sammo Hung Stunt Team – The Dead and the Deadly
- 1986: Nominiert: Sammo Hung Stunt Team – Mr. Vampire
- 1986: Nominiert: Sammo Hung Stunt Team – Heart of Dragon
- 1987: Nominiert: Sammo Hung Stunt Team – Twinkle, Twinkle Lucky Stars
- 1988: Nominiert: Sammo Hung Stunt Team – Eastern Condors
- 1990: Nominiert: Sammo Hung Stunt Team, Yuen Cheung-yan, Mang Hoi – Pedicab Driver
- 1990: Nominiert: Sammo Hung Stunt Team, Yuen Wah, Yuen Tak – The Iceman Cometh
- 1995: Nominiert: Sammo Hung – Ashes of Time
- 1996: Nominiert: Jackie Chan Stunt Team, Sammo Hung Stunt Team – Thunderbolt
- 1998: Nominiert: Sammo Hung – Once Upon a Time in China and America
- 2009: Nominiert: Sammo Hung – Three Kingdoms: Resurrection of the Dragon
- 2009: Gewinner: Sammo Hung & Tony Leung Siu-hung – Ip Man
- 2011: Nominiert: Sammo Hung – Detective Dee and the Mystery of the Phantom Flame
- 2011: Gewinner: Sammo Hung – Ip Man 2
- 2013: Nominiert: Sammo Hung – Tai Chi 0

Bester Schauspieler
- 1983: Gewinner: Sammo Hung – Carry On Pickpocket
- 1984: Nominiert: Sammo Hung – The Dead and the Deadly
- 1989: Gewinner: Sammo Hung – Painted Faces
- 1990: Nominiert: Sammo Hung – Eight Taels of Gold

Beste Regie
- 1983: Nominiert: Sammo Hung – The Prodigal Son
- 1986: Nominiert: Sammo Hung – Heart of Dragon

Bester Film
- 1983: Nominiert – The Prodigal Son
- 1989: Nominiert – Painted Faces
- 1990: Nominiert – Eight Taels of Gold